# Коцофеній-дін-Дос (комуна)
Коцофеній-дін-Дос (рум. Coțofenii din Dos) — комуна у повіті Долж в Румунії. До складу комуни входять такі села (дані про населення за 2002 рік):
- Коцофеній-дін-Дос (1199 осіб)
- Міхейца (869 осіб)
- Потмелцу (560 осіб)

Комуна розташована на відстані 197 км на захід від Бухареста, 20 км на північний захід від Крайови.

## Населення
За даними перепису населення 2002 року у комуні проживали 2628 осіб, усі — румуни. Усі жителі комуни рідною мовою назвали румунську.
Склад населення комуни за віросповіданням:
| Релігія       | Кількість осіб | Відсоток |
| ------------- | -------------- | -------- |
| православні   | 2567           | 97,7%    |
| п'ятдесятники | 35             | 1,3%     |
| бретрени      | 10             | 0,4%     |
| адвентисти    | 5              | 0,2%     |